# Mark Weigle
Mark Weigle (Annandale, 1967) è un cantautore statunitense con cinque album all'attivo.
Weigle ha un notevole successo come cantautore omosessuale impegnato nella stesura di canzoni a sfondo omosessuale. Nell'Outmusic Award del 2003, Weigle ricevette 5 Outmusic nomination e vinse in tre categorie: "Outsong of the Year", "Outstanding New Recording", and "Outstanding Producer".
Il suo album di debutto nel 1998 The Truth Is presenta composizioni di stampo Country/Folk, come per esempio "The Two Cowboy Waltz" (Il valzer dei due cowboy). Il suo album del 2003, Different and the Same presenta arrangiamenti di altre canzoni, come "867-5309/Jenny" scritta da Alex Call e Jim Keller e cantata originariamente dai Tommy Tutone nel 1982 (la versione di Weigle ha cambiato il nome e il sesso del soggetto della canzone a "867-5309/Jimmy"), e la composizione di Joan Baez del 1972 "Love Song To A Stranger".

## Discografia
- 1998 The Truth Is
- 2000 All That Matters
- 2002 Out of The Loop
- 2003 Different And The Same
- 2005 SoulSex (Wrestling the Angel/Versatile)
- 2007 Mark Weigle